# Mimegralla africana
Mimegralla africana är en tvåvingeart som först beskrevs av Jacques-Marie-Frangile Bigot 1886.  Mimegralla africana ingår i släktet Mimegralla och familjen skridflugor. Inga underarter finns listade i Catalogue of Life.